# Insula Gough
Gough este o insulă vulcanică aflată în sudul Oceanului Atlantic, nelocuită, al cărei teritoriu este administrat de Tristan da Cunha, o dependență a insulei Sfânta Elena, teritoriu de peste mări al Regatului Unit.